# Ivan Schranz
Ivan Schranz (* 13. září 1993, Bratislava) je slovenský záložník či útočník, od léta 2021 hráč klubu SK Slavia Praha .

## Klubová kariéra
Svou fotbalovou kariéru začal v FK Inter Bratislava. Mezi jeho další angažmá patří: Akademie Jozefa Vengloše, FC Petržalka 1898 a FC Spartak Trnava.
S Trnavou se představil v Evropské lize UEFA 2014/15. V prvním zápase třetího předkola na půdě skotského týmu St. Johnstone FC zařídil dvěma góly výhru 2:1 a slibnou pozici do domácí odvety.
V únoru 2015 odešel na roční hostování s opcí na přestup do českého klubu AC Sparta Praha. V české Synot lize nenastoupil, připsal si pouze dva starty v českém poháru. V červnu 2015 se vrátil do Spartaku Trnava.
V létě 2017 přestoupil z Trnavy do českého mužstva FK Dukla Praha, kde podepsal smlouvu na dva roky.

## Reprezentační kariéra
Schranz reprezentoval Slovensko v mládežnických kategoriích.
S týmem U21 vyhrál v září 2014 3. kvalifikační základní skupinu (zisk 17 bodů) před druhým Nizozemskem (16 bodů), což znamenalo účast v baráži o Mistrovství Evropy hráčů do 21 let 2015 v České republice.